# جان هرن
جان هرن (انگلیسی: John Harron؛ ۳۱ مارس ۱۹۰۳ – ۲۴ نوامبر ۱۹۳۹) هنرپیشه اهل کشور ایالات متحده آمریکا بود.
از فیلم‌هایی که وی در آن نقش داشته است می‌توان به آسان‌ترین راه و همچنین روباه اشاره کرد.